# Juraj Zatko
Juraj Zatko (* 5. Juni 1987 in Bratislava) ist ein slowakischer Volleyballspieler.

## Karriere
Zatko begann 1997 seine Volleyball-Karriere. In der Slowakei spielte er für STU Bratislava und Strojar Malacky. Anschließend wechselte er zum tschechischen Champions-League-Teilnehmer DHL Ostrava. 2010 kam er zum deutschen Meister VfB Friedrichshafen, der den Titel mit dem Zuspieler erfolgreich verteidigte. 2012 gewann Zatko mit dem VfB den DVV-Pokal. 2013 wechselte er zum polnischen Verein AZS Politechnika Warszawska.
Nachdem der Slowake mit den Junioren 2005 bereits den vierten Platz bei der U19-Europameisterschaft erreicht hatte, gewann er mit der A-Nationalmannschaft die Europaliga 2008. Drei Jahre später gelang dem Team beim Turnier 2011 der erneute Sieg, wobei die Slowaken mit Zatko sich im Halbfinale gegen das von VfB-Trainer Stelian Moculescu betreute Rumänien durchsetzten. Anschließend trat die Mannschaft auch bei der Europameisterschaft in Österreich und Tschechien an und kam als Gruppensieger ins Viertelfinale.